# Sfalerit
Sfalerit ((Zn,Fe)S)  je cinkov železov sulfidni mineral in najpomembnejša cinkova ruda. Sestavljen je pretežno iz kristaliničnega cinovega sulfida (ZnS), vendar skoraj vedno vsebuje različne količine  železa. Če je vsebnost železa velika, gre za neprozorni črni različek marmatit. Sfalerit skupaj s kalcitom, dolomitom in fluoritom pogosto  spremlja galenit, pirit in druge sulfide.
Poznan je tudi kot cinkova svetlica, žvepleni cink in psevdogalenit.  

## Kristalna struktura
Sfalerit kristalizira v kubičnem kristalnem sistemu v prostorski skupini F43m. Cink in žveplo sta v kristalni strukturi tetraedrično koordinirana, tako da je struktura zelo podobna strukturi diamanta. Heksagonalni analog ima strukturo wurtzita. Mrežna konstanta  je 0,541 nm. Izračunana je iz geometrije celice in ionskih polmerov cinkovega (0,074 nm) in sulfidnega iona (0,184 nm). Skladi si sledijo v zaporedju ABCABC.

## Podvrste
Barva sfalerita je najpogosteje rumena, rjava ali siva do sivo črna, blesteča ali motna. Sijaj je diamanten ali smolnat, če je vsebnost železa velika tudi podkovinski. Barva črte je rumena ali svetlo rjava. Trdota po Mohsovi lestvici je 3,5-4, gostota pa 3,9-4,1 g/cm3. Nekatere podvrste s  sivo črnimi kristali imajo rdečo iridescenco in se imenujejo rubinasti sfaleriti. Bledo rumene in rdeče podvrste vsebujejo zelo malo železa in so prosojne. Podvrste z večjo vsebnostjo železa so temnejše in manj prozorne. Nekatere podvrste v UV svetlobi fluorescirajo. Lomni količnik sfalerita, merjen v natrijevi svetlobi z valovno dolžino 589,3 nm, je 2,37. Sfalerit kristalizira v kubičnem  kristalnem sistemu in ima popoln dodekaedričen razkol. 
Sfalerit ima nekaj značilnih barvnih različic:
- kleiofan, zelen, rumen ali oranžen
- medena svetlica, brezbarvna ali rumenkasta
- marmatit, črn
- matrait, gosto zraščen in stebrast
- rubinasta svetlica, rjava do rdeča

Najdejo se tudi beli primerki sfalerita.

## Nahajališča
Najpomembnejša nahajališča sfalerita so Madan (Bolgarija), Aomori Japonska, Džežkazgan (Kazahstan), Cananea (Mehika), Daljnegorsk (Ruska federacija), Rudnik Trepča (Kosovo), Banská Štiavnica (Slovaška), Santander  (Španija) ter Franklin (New Jersey), Big Four Mine (Colorado), Galena (Illinois) in Joplin (Missouri) v ZDA. 
Nahajališča sfalerita v Sloveniji so Cerovec, Cirkuše, Kamnica, Kotlje, Litija, Mežica, Peca, Pleše pri Škofljici, Remšnik, Suhi dol, Šoštanj in Tržišče pri Mokronogu.

## Uporaba
Kristali primerne velikosti in čistosti so primerni za izdelavo nakita. Običajno se brusijo kot briljant, ki najbolj poudari sfaleritovo visoko disperzijo (0,156 v modro zelenem delu spektra vidne svetlobe), kar je več kot trikrat več kot diamant.  Sveže obrušeni okrasni kamni imajo diamanten lesk in se lahko zamenjajo z nenavadno obarvanimi diamanti. Zaradi majhne trdote in krhkosti so uporabni samo kot razstavni eksponati. Primerki, težji od enega karata (200 mg), so med zbiralci zelo cenjeni,  ker so čisti kristali praviloma precej majhni. Okrasni kamni so običajno rumeni do medeno rjavi, rdeči do oranžni ali zeleni.